# Kitzbühel
Kitzbühel é uma cidade medieval situada no Tirol, na Áustria, junto ao rio Kitzbühler Ache. É o centro administrativo do distrito de Kitzbühel.

## História
Os primeiros povoadores conhecidos chegaram entre os séculos XI e VIII AC. Eram mineiros, explorando o cobre das colinas da região.
Cerca ano 15 d.C., o imperador romano Augusto ocupou os Alpes e criou a província de Nórica. Após a queda do Império Romano do Ocidente, a região foi ocupada por bávaros, que começaram a desbravar as florestas.
No século XII, o nome Chizbuhel é mencionado pela primeira vez, num documento do mosteiro do lago Chiem. Chizzo está relacionado com um clã bávaro e Bühel descreve a sua localização sobre uma colina.
Kitzbühel tornou-se parte da Alta Baviera em 1255. Luís II, Duque da Baviera concedeu foral a Kitzbühel em 16 de Junho de 1271, tendo esta sido fortificada com imponentes muralhas. Durante os séculos seguintes, a cidade tornou-se um centro de comércio, cresceu constantemente e não foi afectada por guerras. Em consequência, as muralhas foram reduzidas ao nível do primeiro andar e usadas para construir casas novas.
Quando Margarete Maultasch desposou o duque bávaro Luís V, em 1342, Kitzbühel tornou-se parte do Tirol. Após a paz de Schärding (1369), foi devolvida à Baviera. Em 30 de Junho de 1504, Kitzbühel tornou-se novamente parte do Tirol, quando o imperador austríaco  Maximiliano I conquistou Kitzbühel e Kufstein.
Maximiliano hipotecou Kitzbühel, de forma a que no fim do século XVI ficou sob o domínio dos condes de Lamberg. No 1 de Maio de 1840, Kitzbühel foi oferecida à Áustria, numa cerimónia.
As guerras dos séculos XVIII e XIX não afectaram a cidade, apesar de alguns habitantes terem  participado nas rebeliões do Tirol contra as tropas de Napoleão. Kitzbühel tornou-se mais uma vez parte da Baviera, após o Tratado de Pressburg, mas acabou por ser reunificada com o Tirol após a queda de Napoleão, no Congresso de Viena.
Quando o imperador Francisco José resolveu finalmente as incertezas constitucionais ainda existentes e a linha de caminho-de-ferro Salzburg-Tiroler-Bahn foi terminada 1875, o comércio e a indústria da cidade prosperaram. Por outro lado, durante as duas grandes guerras, a cidade também se manteve distante das áreas de conflito.

## Pessoas

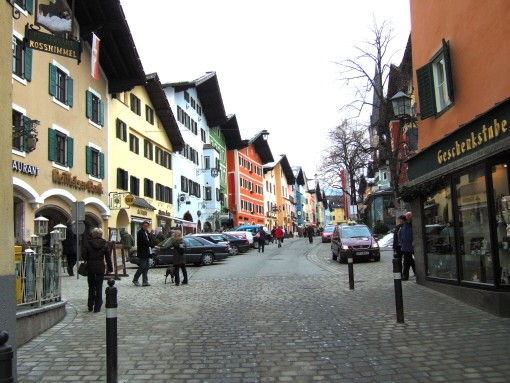
Centro histórico de Kitzbühel.

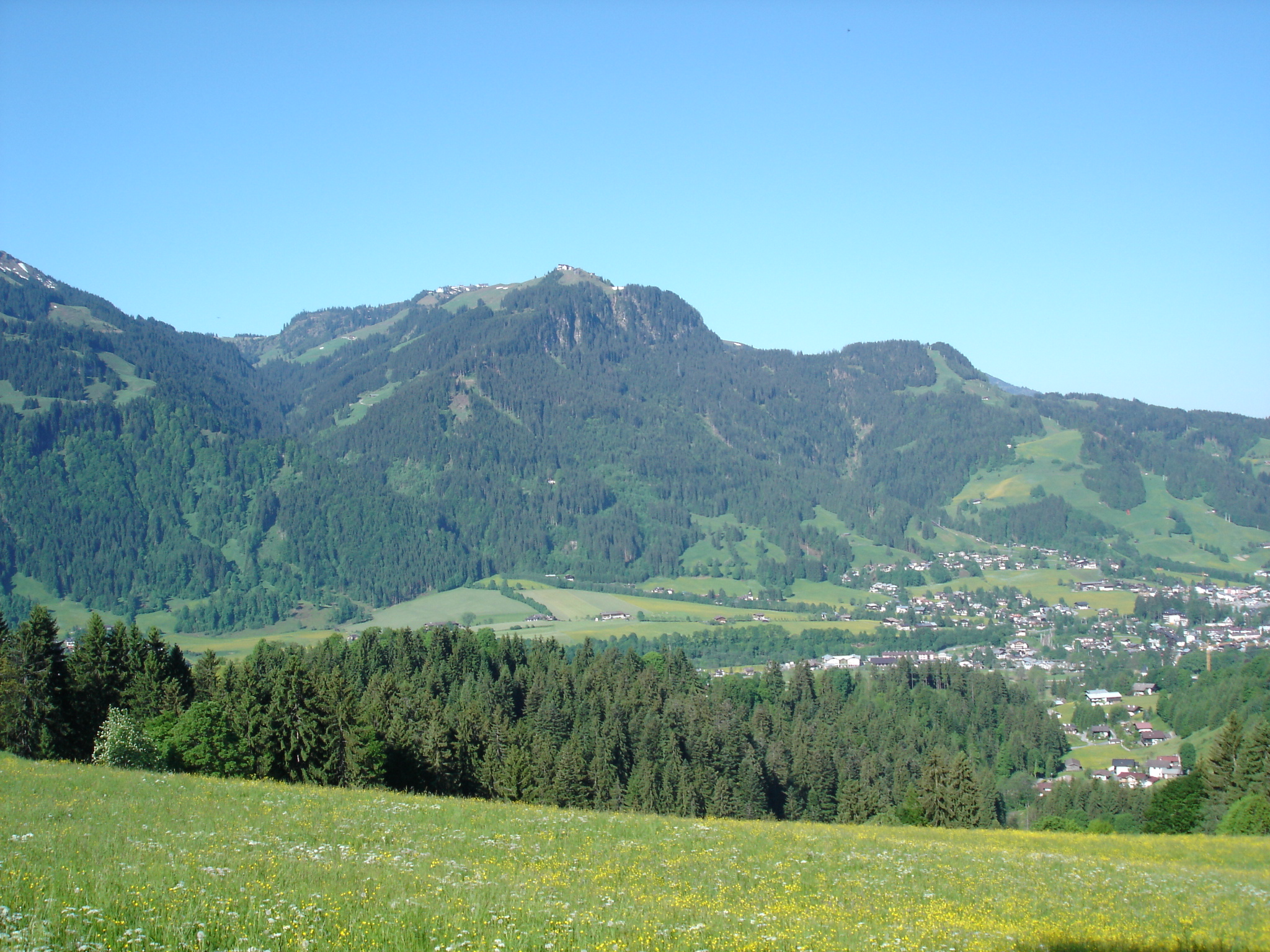
O Hahnenkamm, em Maio.

- Peter Aufschnaiter (1899-1973), montanhista e geógrafo
- Markus Gandler (nascido em 1966), esquiador
- Christl Haas (1943-2001), esquiador
- Ernst Hinterseer (nascido em 1932), esquiador
- Hansi Hinterseer (1954), esquiador e cantor
- Hias Leitner (nascido em 1935), esquiador
- Anderl Molterer (nascido em 1931), esquiador
- Toni Sailer (nascido em 1935), esquiador
- Klaus Sulzenbacher (nascido em 1965), esquiador
- Alfons Walde (1891-1958), pintor expressionista e arquitecto

## Turismo
Kitzbühel é uma das estâncias de esqui mais populares e de maior estatuto da Áustria, situada entre as montanhas de Hahnenkamm (1,712 m) e Kitzbühler Horn (1,996 m). O Hahnenkamm é palco de corridas do campeonato do mundo de esqui, incluindo a descida da colina Streif, que constitui o evento mais importante. No Verão, Kitzbühel também recebe um torneio de ténis em terra batida, o Aberto de Kitzbühel.
O Kitzbüheler Alpenrallye é um festival anual e automóveis antigos. Teve início em 1988.
A primeira viagem dos United Buddy Bears foi em 2004 a Kitzbühel, no seguimento da primeira viagem ao "mundo vastíssimo" – quando foram a Hong Kong e muitas metrópoles em todos os cinco continentes.
A cidade possui também o histórico Grand Hotel Kitzbühel, uma estância privada, destinada a formação e conferências, pertencente e gerida pela empresa de consultoria McKinsey & Company. O accesso ao hotel é geralmente limitado a membros e ex-membros da empresa e respectivas famílias.

## Eventos esportivos
- Aberto de Kitzbühel, torneio de tênis.

## Cidades geminadas
Kitzbühel encontra-se geminada com:
- Greenwich, Connecticut, EUA, desde 1961
- Yamagata, Japão, desde 1963
- Sun Valley, EUA, desde 1967
- Sterzing-Vipiteno, Itália, desde 1971
- Rueil-Malmaison, França, desde 1979
- Bad Soden am Taunus, Alemanha, desde 1984